# Colors (Halsey)
Colors è un singolo della cantante statunitense Halsey, pubblicato il 9 febbraio 2016 come secondo estratto dal primo album in studio Badlands.

## Video musicale
Il video musicale è stato diretto da Tim Mattia e pubblicato il 25 febbraio 2016 sul canale Vevo della cantante.
Prima della sua uscita Halsey ha pubblicato due teasers del video sui suoi account Twitter e Facebook, annunciandone anche la data di uscita (il 25 febbraio 2016, appunto) e la partecipazione dell'attore Tyler Posey.
Il video ha ricevuto un'accoglienza positiva, con i critici principalmente interessati all'intreccio della trama. Nylon Magazine ha notato un contrasto tra la "natura sognante" della canzone con la storia turbinosa raccontata nel video, che invece Ella Ceron di Teen Vogue ha definito "etereo".

## Tracce
Testi e musiche di Ashley Frangipane e Dylan Bauld.
1. Colors – 4:09

## Classifiche
| Classifica (2016) | Posizione massima |
| ----------------- | ----------------- |
| Australia         | 99                |
| Repubblica Ceca   | 58                |
| Slovacchia        | 66                |
| Stati Uniti       | 108               |

## Date di pubblicazione
| Paese       | Data di pubblicazione | Formato                       | Etichetta           | Nota   |
| ----------- | --------------------- | ----------------------------- | ------------------- | ------ |
| Stati Uniti | 9 febbraio 2016       | Adult album alternative radio | Astralwerks Capitol | [ 14 ] |
| Stati Uniti | 29 febbraio 2016      | Hot/Modern/AC radio           | Astralwerks Capitol | [ 15 ] |
| Stati Uniti | 1º marzo 2016         | Mainstream radio              | Astralwerks Capitol | [ 16 ] |
| Mondo       | 24 giugno 2016        | 7"                            | Virgin EMI          | [ 17 ] |